# (3692) Rickman
(3692) Rickman – planetoida z pasa głównego asteroid okrążająca Słońce w ciągu 4 lat i 183 dni w średniej odległości 2,73 au Została odkryta 25 kwietnia 1982 roku w Lowell Observatory (Anderson Mesa Station) przez Edwarda Bowella. Nazwa planetoidy pochodzi od Hansa Rickmana, astronoma obserwatorium w Uppsali, członka grupy badawczej planetoid i
komet. Przed nadaniem nazwy planetoida nosiła oznaczenie tymczasowe (3692) 1982 HF1.